# Xã Mississippi, Quận Jersey, Illinois
Xã Mississippi (tiếng Anh: Mississippi Township) là một xã thuộc quận Jersey, tiểu bang Illinois, Hoa Kỳ. Năm 2010, dân số của xã này là 2.041 người.